# 1317
Cette page concerne l'année 1317  du calendrier julien. Pour l'année 1317 av. J.-C., voir 1317 av. J.-C.
L'année 1317 est une année commune qui commence un samedi.

## Événements
- 13 avril : début du règne d'Abu Saïd Bahadur, il-qan d’Iran (fin en 1334)[2]. Il succède à l’âge de douze ans à son père Oldjaïtou mort en décembre 1316. Chupan, le plus puissant des féodaux, impose son autorité pendant dix ans.

- 29 mai : la cathédrale de Dongola (Nubie) est officiellement transformée en mosquée[3].

- Révolte des Nusayrî, secte chiite (Alaouites), au nord de Tripoli de Syrie[4]. La révolte est réprimée mais les Nusayrî peuvent ensuite continuer leurs croyances.
- Orhan, fils d’Osman Ier prend la tête de l’armée ottomane[5].

### Europe

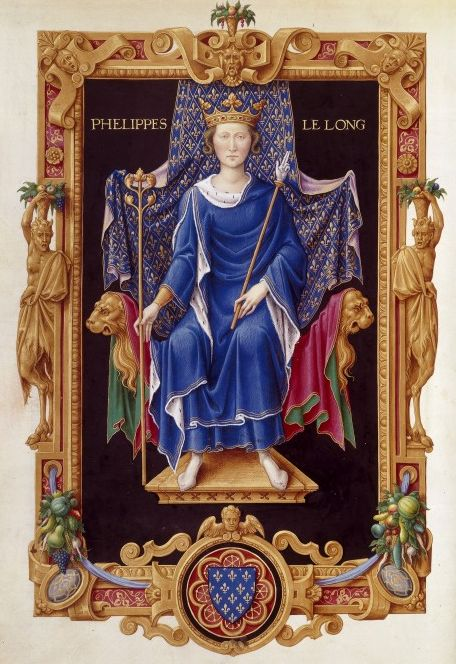
9 janvier : sacre de Philippe V de France, Recueil des rois de France, vers 1550.

- 9 janvier : sacre de Philippe V de France et de Jeanne II de Bourgogne à Reims par l'archevêque Robert de Courtenay[6]. Le comté de Bourgogne entre dans le royaume de France.
- 2 février : les États généraux, à la mort de Louis X le Hutin, déclarent qu'« à couronne de France, femme ne succède pas », déshéritant ainsi Jeanne de Navarre au profit de son oncle, Philippe V le Long, qui devient roi de France et de Navarre (fin en 1322)[7].
- 12 avril[8] : les spirituels (ou célestins) franciscains, groupe dissident des franciscains, qui pratiquent un ascétisme rigoureux (Fraticelles), sont condamnés pour hérésie par le pape Jean XXII. Le groupe réplique en se déclarant non seulement le seul ordre franciscain légitime mais aussi l’unique véritable ordre catholique. Il condamne à son tour l’Église tout entière pour hérésie et juge les décrets du pape non valables.
- 24 juin : nouvelle trêve entre Robert de Naples et Frédéric II de Sicile, négociée par le pape, conclue jusqu'au 25 décembre 1320. Frédéric, menacé d'excommunication, évacue les places de Calabre où il avait des garnisons[9].
- 25 juin[10] : le pape Jean XXII par la bulle Sane considerante érige l'évêché de Toulouse en archevêché et le divisant en six nouveaux évêchés : Montauban, Lavaur, Mirepoix, Saint-Papoul, Rieux et Lombez.
- Juin : Georges Danilovitch de Moscou épouse Konchaka, la sœur du Grand Khan de la Horde d'or, Özbeg qui lui accorde le titre de grand-prince[11].
- 10 décembre : Charles de Fiesque et Gaspard Grimaldi sont nommés capitaines du peuple à Gênes[12] après que les Guelfes ont exilé les Doria et les Spinola.
- 11 décembre : Birger de Suède fait arrêter ses frères les ducs Erik et Valdemar au cours d'un banquet. Ils meurent de faim en prison début 1318. La tentative du roi de s’emparer de leurs possessions provoque le soulèvement de leurs partisans qui s’étend à la plus grande partie de la noblesse suédoise. Bien que soutenu par Erik Menved de Danemark, Birger doit s’enfuir du royaume (1318), laissant son fils Magnus Birgersson qui est fait prisonnier et exécuté (1er juin 1320). Il meurt en exil au Danemark (1321)[13].
- 22 décembre : en Russie, le grand-prince Michel de Tver écrase les Moscovites à Bortenevo et capture la femme de Georges Danilovitch, sœur du khan de la Horde d'or Özbeg[14].

- Relations régulières par mer entre Bruges et Venise (galere da mercato)[15].
- Denis Ier de Portugal passe contrat avec le marchand génois Manuel Pessagno, pour qu’il mette au service du Portugal sa flotte d’une vingtaine de navires. Les Pessagno portent le titre d’amiral au Portugal pendant cinq générations[16].